# マッティア・デストロ
マッティア・デストロ（Mattia Destro, 1991年3月20日 - ）は、イタリア・マルケ州アスコリ・ピチェーノ出身のサッカー選手。ポジションはフォワード。エンポリFC所属。

## 経歴
ユース時代
アスコリ・カルチョのユースチームで競技生活を開始。2005年にインテルのユースチームに移籍。2009–10シーズンにはカンピオナート・プリマヴェーラで18ゴールを記録した。
ジェノア
2010年6月、アンドレア・ラノッキアがインテルに移籍するに際して、デストロの共同保有権がジェノアCFCに譲渡され、2010-11シーズンはレンタル移籍の形でジェノアでプレーすることになった。2010年9月12日、負傷したルカ・トーニの代役としてACキエーヴォ・ヴェローナ戦でデビュー。3-4-3システムのセンターフォワードとしてプレーしゴールも記録した。その後は主に途中出場で起用され、シーズン終了後の2011年6月にジェノアが共同保有権を450万ユーロで買い取った。
シエナ
2011年夏、ACシエナに共同保有権が譲渡され、同チームにレンタル移籍。早々にレギュラーの座を奪うと、30試合で12ゴールを挙げる活躍をみせた。
ローマ
2012年7月30日に、ASローマへ買取オプション付きのレンタル移籍で加入することが発表された。レンタル料は1150万ユーロで、買取オプションを行使する場合は450万ユーロが追加する契約となっている。
ローマ移籍後はゴールから見放されていたが、2012年11月5日のパレルモ戦で移籍後初得点を記録。しかし既に1枚イエローカードを提示された上でゴール後にユニフォームを脱いだことで2枚目のカードをもらい、退場となってしまった。
2013年6月、ローマは買い取りオプションを行使し、450万ユーロでローマへ完全移籍。
2015年1月、買い取りオプション付きのレンタルでACミランへ移籍。
ボローニャ
2015年8月20日、ボローニャFCへの移籍が決定。
ジェノア
2020年1月4日、ジェノアCFCへシーズン終了までのレンタル移籍。9月7日に完全移籍。
エンポリ
2022年6月28日、エンポリFCに移籍した。

## 代表歴
イタリア代表として各年代でプレー。2012年5月にはUEFA EURO 2012本大会に向けた32人の暫定メンバーの一員に選ばれた。
2012年8月15日、イングランドとの親善試合にてA代表デビューを果たした。同年9月11日のワールドカップ予選のマルタ戦で代表初得点を挙げた。

## 所属クラブ
- インテルナツィオナーレ・ミラノ 2010-2011

→ ジェノアCFC 2010-2011 (loan)
- ジェノアCFC 2011-2013

→ ACシエナ 2011-2012 (loan)
→ ASローマ 2012-2013 (loan)
- ASローマ 2013-2015

→ ACミラン 2015 (loan)
- ボローニャFC 2015-2020

→ ジェノアCFC 2020 (loan)
- ジェノアCFC 2020-2022
- エンポリFC 2022-